# Trentino Basket Cup 2015
Il Torneo Trentino Basket Cup 2015 si è svolto dal 30 luglio al 1 agosto 2015.

Gli incontri si sono disputati nella città di Trento nell'omonimo impianto.

## Squadre partecipanti
1. Austria
2. Germania
3. Italia
4. Paesi Bassi

## Risultati
Prima giornata
| Trento 30 luglio 2015, ore 18:00 | Germania | 64 – 52 (15-13, 29-24, 31-30) | Austria | PalaTrento |

| Trento 30 luglio 2015, ore 20:30 | Italia | 64 – 52 (16-14, 40-29, 55-39) | Paesi Bassi | PalaTrento |

Seconda giornata
| Trento 31 luglio 2015, ore 18:00 | Germania | 59 – 55 (16-17, 28-28, 44-43) | Paesi Bassi | PalaTrento |

| Trento 31 luglio 2015, ore 20:30 | Italia | 64 – 54 (21-24, 34-33, 47-46) | Austria | PalaTrento |

Terza giornata
| Trento 1 agosto 2015, ore 18:00 | Austria | 58 – 49 (19-13, 30-23, 46-36) | Paesi Bassi | PalaTrento |

| Trento 1 agosto 2015, ore 20:30 | Italia | 68 – 69 (21-18, 36-37, 54-52) | Germania | PalaTrento |

## Classifica
| Pos. | Team        | Punti |
| ---- | ----------- | ----- |
| 1    | Germania    | 6     |
| 2    | Italia      | 4     |
| 3    | Austria     | 2     |
| 4    | Paesi Bassi | 0     |